# 北京图书批发交易市场
北京图书批发交易市场位于中国北京市朝阳区甜水园北里十六号，成立于1993年。汇集了全国各个出版社的图书，对个人和团体购买图书分别有不同的优惠。